# Socha svatého Floriána (Lysá nad Labem)
Socha svatého Floriána stojí na zámeckém návrší v Lysé nad Labem. Jedná se o barokní pískovcové sochařské dílo, jenž je vysoké takřka 4 m a které pochází z 18. století. Společně se sochou svatého Jana Nepomuckého zdobily příjezdovou cestu k tamějšímu zámku. Od 31. prosince 1965 je kulturní památkou a leží v městské památkové zóně.

## Historie a popis
Samotná plastika, jenž dvakrát změnila svou lokaci, měří přibližně 190 cm a spočívá na bohatě zdobeném, etážově odstupňovaném podstavci o hranolovém tvaru, vyrůstajícím z čtyřbokého základového půdorysu. Nároží soklu jsou zkosena a doplněna širokými páskami, které jsou při koncích volutově stočeny. Dále je na soklu, jenž je profilován římsami, vyveden lambrekýn a po stranách zrcadla.
Socha světce stojí na vlastním zaobleném soklíku v kontrapostu s levou pokrčenou nohou. Jeho oděv, doplněný o dlouhý zřasený, přes záda splývající plášť, je stylizován do římského legionáře. V pravé ruce dřímá džběr s vodou a levé ruce, jenž je ostře ohnuta, drží cíp látky praporce. Hlava světce je stočena pohledem vzhůru a mírně zakloněna. Při pravé noze má vyveden dům s cimbuřím, z jehož stoupá dým a na nějž světec míří džběr s vodou.
Pískovcová plastika prošla v letechg 1964 a 1998 restaurováním.